# Геворкян, Наталия Павловна
Ната́лия Павловна Геворкя́н (род. 20 ноября 1956) — российская журналистка, критик и писатель. Упоминается в прессе как биограф президента Российской Федерации Владимира Путина.

## Биография
Окончила факультет журналистики МГУ в 1979 году.
В 1988—1996 годах работала специальным корреспондентом, обозревателем отдела права еженедельника «Московские новости».
.С 1996 по 1999 год — специальный корреспондент ЗАО «Издательский Дом „Коммерсантъ“». Геворкян была удостоена премии Союза журналистов России «Золотое перо России» за 1998 год.
В 1999 году — обозреватель отдела политики и экономики газеты «Время MN».
1999—2006 — специальный корреспондент «ИД Коммерсант», с 2000 года корреспондент «Коммерсанта» в Париже.
Постоянный автор аналитических материалов в интернет-издании «Газета.Ru» (1999—2013).
В 2000 году участвовала (совместно с Натальей Тимаковой и Андреем Колесниковым) в написании первой книги о Путине — «От первого лица. Разговоры с Владимиром Путиным».
Сотрудничала с радиостанцией «Эхо Москвы»: как автор комментариев на сайте радио, а также как гость различных передач. С сентября 2012 по март 2014 года была внештатным корреспондентом телеканала «Дождь» в Париже.
В 2012 вышла совместная книга Н. Геворкян и М. Ходорковского «Тюрьма и Воля»
Колумнист Радио «Свобода». Куратор премии «Профессия журналист», учреждённой Михаилом Ходорковским в 2016 году. Эксперт международного фонда Justice For Journalists.
Живет в Париже.

## Семья
Отец — Павел Аветович Геворкян (умер в 1993 г.) Мать — Тамара Артёмовна Геворкян (умерла в июле 2010 г.).
Разведена, бывший муж Бойко Лазаров. Сын — Филип Лазаров.